# Rolba

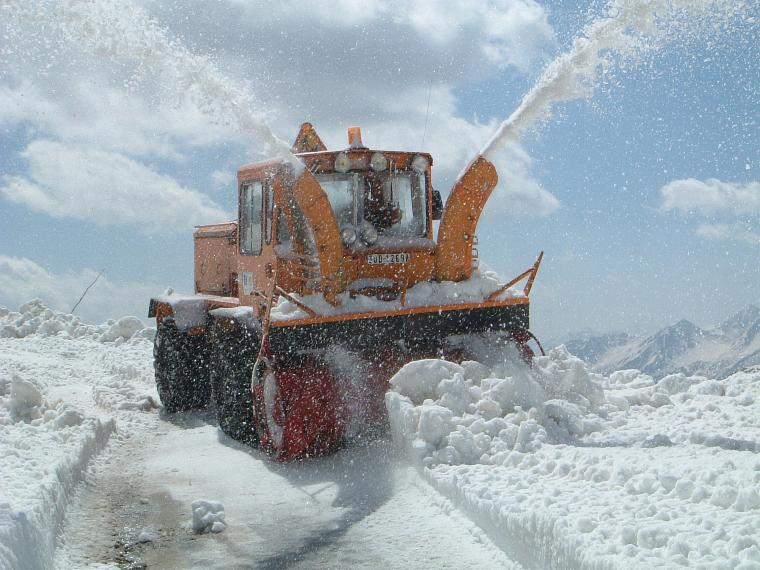
Kerngeschäft der Rolba: Schneeschleudern

Die Rolba AG war ein bekannter Hersteller von Kommunalfahrzeugen in Wetzikon. Die Produktepalette umfasste Schneeschleudern für Schiene und Strasse, daneben aber auch Kehrmaschinen, Streuautomaten und Pistenfahrzeuge.

## Geschichte
Die Rolba Aktiengesellschaft  wurde am 20. Oktober 1949 in Wetzikon gegründet. Neben dem dortigen Werk, betrieb sie ein weiteres in Dietikon. In den 1970er-Jahren übernahm Rolba Montage und Vertrieb der Ratrac-Pistenfahrzeuge. Im Bereich der Schneeschleudern gehörte Rolba zu den führenden Anbietern und baute die weltweit grössten Schleudern.
1990 übernahm die Rolba die Konrad Peter AG in Liestal und geriet in finanzielle Schwierigkeiten. Es kam zur Nachlassstundung. Der Betrieb wurde von der neu gegründeten Rolba Kommunaltechnik AG weitergeführt, welche jedoch bereits 1994 mit ihrer Muttergesellschaft Bucher Guyer fusioniert wurde. 
Mittlerweile wurde Rolba aus dem Konzern Bucher ausgelagert. 2010 übernahm die Firma Zaugg Eggiwil die Teilbereiche Flughafengeräte und Schneefräsen. Zaugg verkauft diverse Fahrzeuge unter dem Namen ROLBA.